# Leo Baeck
Pour les articles homonymes, voir Baeck.
Leo Baeck (en allemand : /ˌleːo ˈbɛk/, ? Écouter [Fiche], 23 mai 1873 - 2 novembre 1956) est un rabbin allemand du XXe siècle, érudit et chef de file du judaïsme progressiste.

## Biographie
Léo Arye Lipmann Baeck naît à Lissa, alors dans la province de Posen en Allemagne, aujourd'hui en Pologne. Descendant par son père Samuel d’une longue lignée de rabbins tchèques, il effectue sa scolarité au gymnasium Johann-Amos-Comenius, poursuit un cursus en 1894 au Séminaire théologique juif de Breslau, étudie également la philosophie à Berlin auprès de Wilhelm Dilthey, est nommé rabbin à Oppeln en 1895 et enseigne à l’Institut supérieur d'études juives. Cet institut est acquis aux idéaux d’un judaïsme réformé pour mieux s’intégrer dans la société allemande avec laquelle il estime vivre en symbiose. Baeck épouse en 1896 Nathalie Hamburger, petite-fille de l’un de ses collègues. Leur fille unique, Ruth, naît à Oppeln.
Baeck asseoit sa réputation en 1905 lorsqu’il publie L'Essence du judaïsme en réponse à L’Essence du christianisme d’Adolf von Harnack, paru cinq ans plus tôt. Il présente le judaïsme au travers d’un prisme néo-kantien tempéré d’un existensialisme religieux. 
Pendant la Première Guerre mondiale, il fut aumônier militaire dans l'Armée impériale allemande.
En 1933, à la suite de la prise du pouvoir par les nazis, il travailla à la défense de la communauté juive en tant que président de la Reichsvertretung der Deutschen Juden. En 1943, il fut déporté au camp de concentration de Theresienstadt, où il fut désigné comme président d'honneur du Ältestenrat ou Conseil des anciens. Pendant la guerre, de nombreuses institutions américaines de guerre lui proposèrent de l'aider à échapper à la guerre et à immigrer en Amérique. Il refusa d'abandonner sa communauté dans les camps et déclina ces offres.
Après la guerre, il s'installa à Londres, enseigna à l'Hebrew Union College en Amérique et finalement devint président de l'Union mondiale pour un judaïsme progressiste. C'est à cette époque qu'il publia sa seconde grande œuvre, Ce peuple d'Israël, qu'il avait écrite en partie alors qu'il était emprisonné par les nazis.
Il mourut à Londres, en Angleterre, le 2 novembre 1956.

## Citation
« Pour nous autres, Juifs d'Allemagne, c’est une période de l’histoire qui s'est achevée. C’est quelque chose qui se termine quand il faut à la fin enterrer un espoir, une foi, une confiance. Nous avions cru que l'esprit allemand et l'esprit juif étaient capables de se rencontrer sur le sol allemand et par leur mariage de devenir une bénédiction. C'était une illusion : le temps des Juifs en Allemagne est quelque chose de terminé une fois pour toutes. »

— Leo Baeck à New York en 1945, après sa délivrance du KZ de Theresienstadt ; cité dans Nachum T. Gidal, Die Juden in Deutschland von der Römerzeit bis zur Weimarer Republik, p. 426.

## Œuvres
- L'Essence du judaïsme, PUF, 1993.
- L'Évangile, une source juive, traduit de l’allemand par Maurice-Ruben Hayoun. Bayard, 2002,  (ISBN 9782227317376).
- Ce peuple - L'existence juive, la force spirituelle de la Torah, Armand Colin, 2007.

## Hommages
Le Leo Baeck Institute fut fondé en 1955 pour l'étude de l'histoire et de la culture des Juifs germanophones. Baeck en fut le premier président international. Cet institut a reçu en 1991 la médaille Buber-Rosenzweig.
L'astéroïde (100047) Leobaeck est nommé en son honneur.

### Institutions nommées en l'honneur de Leo Baeck
- Leo Baeck College - École rabbinique à Londres au Royaume-Uni.
- Leo Baeck Education Center - collège et lycée à Haïfa en Israël.
- Leo Baeck Centre for Judaism, Melbourne - Synagogue et centre communautaire.
- Leo Baeck Day School - École élémentaire jusqu'à la huitième année à Toronto en Ontario au Canada.
- Leo Baeck Institute Jerusalem.
- Leo Baeck Institute London.
- Leo Baeck Institute New York.
- Leo Baeck Foundation- fondée avec l'aide de la famille de Leo Baeck pour célébrer le 50e centenaire du Yahrzeit de Leo Baeck ; elle aide à la formation des rabbins et au dialogue interreligieux.
- Leo Baeck Temple Congrégation juive réformée à West Los Angeles en Californie aux États-Unis.